# Acétate de vinyle
L'acétate de vinyle est l'ester de l'acide acétique (acide éthanoïque) avec le tautomère alcoolique de l'éthanal (acétaldéhyde) et de formule semi-développée, CH3COO–CH=CH2.

## Obtention
L'acétate de vinyle est préparé, en règle générale, en phase vapeur, en faisant réagir un grand excès d'acétylène sur de l'acide acétique (200 °C) en présence de catalyseurs au zinc et au cadmium. On obtient un liquide incolore à odeur très pénétrante qui ne se polymérise en polyacétate de vinyle (PVAC) qu'en présence de catalyseurs et donne des solides durs très stables à la chaleur. Il peut être copolymérisé avec d'autres composés vinyliques ou d'autres monomères.

## Utilisations
L'acétate de polyvinyle, en solution dans divers solvants, est utilisé comme adhésif et dans les peintures à séchage rapide.
Par saponification du polyacétate de vinyle, on prépare l'alcool polyvinylique, très utilisé comme matière première pour adhésifs et comme agent de finition pour l'industrie textile et l'industrie du papier.
Les colles d'acétate de vinyle conviennent parfaitement au collage des papiers, des tissus, des agglomérés de bois, des abrasifs et du verre lorsqu'elles sont utilisées en solution. Il existe d'autres dérivés de moindre importance tels que les acétochlorures, les acétals polyvinyliques et les éthers polyvinyliques.
L'acétate de vinyle intervient également dans la production des disques vinyles.

## Commerce
En 2014, la France est nette importatrice d'acétate de vinyle, d'après les douanes françaises. Le prix moyen à la tonne à l'import était de 1 100 €.